# Dale E. Wolf
Dale Edward Wolf (Kearney, 6 de setembro de 1924 - 20 de março de 2021) foi um político norte-americano. 

## Biografia
Dale foi governador do estado do Delaware, no período de 1992 a 1993, pelo Partido Republicano.
Morreu em 20 de março de 2021, aos 96 anos.